# Национальная библиотека Узбекистана имени Алишера Навои
Национальная библиотека Узбекистана имени Алишера Навои (узб. Alisher Navoiy nomidagi O'zbekiston Milliy kutubxonasi) — крупнейшее хранилище рукописей, печатных изданий и художественных произведений полиграфии в Республике Узбекистан. Самое большое в мире собрание рукописных и печатных трудов на узбекском языке. Ведущий научный центр в области библиотековедения и библиографии. Входит в структуру Агентства информации и массовых коммуникаций при Администрации Президента Республики Узбекистан. Расположена в городе Ташкенте. C 2012 года библиотека функционирует (наряду с Дворцом симпозиумов) в здании, являющемся частью архитектурного комплекса «Маърифат маркази».
Статус «национальной» Библиотеке присвоен на основании Указа Президента Республики Узбекистан Ислама Каримова «О совершенствовании организации научно-исследовательской деятельности» № УП-3029 от 20 февраля 2002 года и постановления Кабинета Министров Республики Узбекистан «О создании Национальной библиотеки Узбекистана имени Алишера Навои» № 123 от 12 апреля 2002 года.
В рамках государственного учреждения «Национальная библиотека Узбекистана имени Алишера Навои» были объединены два крупнейших столичных книжных фонда — Государственная библиотека Республики Узбекистан имени Алишера Навои и Республиканская научно-техническая библиотека.

## История
В августе 1867 года впервые в администрации генерал-губернатора Туркестана была высказана идея о создании в Ташкенте публичной общедоступной библиотеки. Предполагалось, что основной фонд должен формироваться материалами, освещающими географию и культуру Туркестана и прилегающих к нему областей.
Генерал-губернатор Туркестана и командующий войсками Туркестанского военного округа русский генерал Константин Кауфман (1818—1882), осуществлявший присоединение среднеазиатских территорий, одобрил идею создания публичной общедоступной библиотеки в Ташкенте и приказал выделить на её организацию финансовые средства.
С 1867 — Для первоначальной работы по формированию Фонда книг и других материалов был привлечен известный российский библиограф В. И. Межов. По поручению генерал-губернатора В. И. Межов немедленно приступил к сбору материалов о Туркестанском крае. Позднее собранные и систематизированные В. И. Межовым материалы легли в основу многотомного издания «Туркестанский сборник».

### Основание библиотеки в Ташкенте
Библиотека основана в 1870 как «Ташкентская публичная библиотека» распоряжением генерал-губернатора — главы администрации Российской империи в так называемом «Туркестанском крае».
Библиотека создавалась путём безвозмездных посылок из фондов Министерства народного просвещения Российской империи, Российской Академии наук, Публичной библиотеки Санкт-Петербурга, Русского Географического общества, Главного штаба российской армии. Большей частью это были издания-дубликаты из собственных фондов. В мае 1870 книжный фонд Публичной библиотеки в Ташкенте составил около 2 200 томов или 1200 названий. Частные лица также жертвовали свои книги в библиотечный фонд.
Приоритетным направлением развития Библиотеки являлось собрание изданий, посвященных истории Туркестанского края и соседних с ним стран.
Первым директором библиотеки 11 мая 1872 года стал Николай Васильевич Дмитровский. До нового назначения Н. В. Дмитровский с августа 1867 года служил в Туркестанской канцелярии, а затем работал помощником редактора газеты «Туркестанские ведомости».
Н. В. Дмитровский стал первым библиографом-краеведом и зачинателем центральноазиатской библиографии в Туркестанском крае и составителем первого Каталога библиотечного фонда.
Ещё в 1869—1870 Н. В. Дмитровский составил опись книг, ставших «ядром» будущей библиотеки. Заняв должность Директора библиотеки, он в 1870—1872 приступил к осуществлению грандиозного труда — создания «Каталога книг Ташкентской общественной библиотеки».
После ухода с должности Директора Николай Дмитровский в 1883 стал членом общественного «Наблюдательного комитета», который содействовал работе Библиотеки. В дальнейшем Дмитровский написал ряд статей о любимой библиотеке и как знаток Центральной Азии, тщательно собирал, хранил и обрабатывал новые библиотечные поступления, формируя уникальные по полноте содержания и ширине охвата тома периодического издания «Туркестанский сборник».
А. Л. Кирснер, редактор газеты «Туркестанский курьер» писал о Н. В. Дмитровском:
«Как библиограф, в особенности туркестанской литературы, Николай Васильевич не имел себе подобного… и был положительно живой энциклопедией туркестановедения. Если Межов был великим мастером русской библиографии, — то Дмитровский был её художником… Книга в его руках превращалась в одушевленный предмет».

### «Туркестанский сборник»
Собранные и систематизированные В. И. Межовым материалы по истории, экономике, этнографии и географии Туркестанского края легли в основу многотомного издания универсального содержания «Туркестанский сборник».
Издание продолжалось до 1887. Затем наступил перерыв в 20 лет. Возобновление издания «Туркестанского сборника» было осуществлено в 1907 году, когда эту миссию взял на себя Н. В. Дмитровский, а после его смерти в 1910 году, — А. А. Семенов (до 1916). Всего издание содержит 594 тома, вместе с тремя, дополнительно включёнными в сборник Е. К. Бетгером в 1939 году.

### Международный книжный обмен
В 1877 в стенах Библиотеки начала работу «Комиссия по международному книгообмену». 28 декабря 1882 в Ташкент были доставлены 12 томов, присланных Французской комиссией по международному обмену. В 1884 Библиотека получила сочинения профессора Норденшельда в трех томах.
В 1905 Библиотека пополнилась «роскошно изданным» и весьма дорогим фолиантом «Корана Османа», оригинал которого хранился в Императорской Публичной библиотеке Санкт-Петербурга.

### Поступления из частных собраний
Профессор Н. И. Веселовский выслал Библиотеке ценное издание историко-архитектурного описания мавзолея Гур-Эмир в Самарканде.
В 1907 войсковой старшина В. П. Колосовский пожертвовал автограф контр-адмирала А. И. Бутакова — собственноручные записи моряка и различные документы по исследованию низовьев Аму-Дарьи и Аральского моря.
В 1909 Библиотекой приобретены книги из личного собрания известного востоковеда, бывшего российского консула в Кашгаре Н. Ф. Петровского. Это был страстный и весьма взыскательный библиофил, о личной библиотеке которого ходила молва: «Чего не найдете у Н. Ф. Петровского, не найдете ни в одной библиотеке».

## Закрытие Ташкентской Публичной библиотеки. Спасение основного Фонда
В 1882 году новый генерал-губернатор Туркестанского края М. Г. Черняев приказал закрыть Ташкентскую Публичную библиотеку. Книги предписывалось раздать различным учреждениям и организациям.
Комиссии, которая занималась перераспределением обширного библиотечного книжного фонда, удалось сохранить его значительную часть, передав основные и наиболее ценные материалы Ташкентскому музею.

### Деятельность общественного Наблюдательного комитета
Особую роль в судьбе Библиотеки сыграл общественный «Наблюдательный комитет», созданный в 1883 году. В разные годы в Комитет входили известные учёные, педагоги, историки, этнографы, такие как: А. А. Диваев, Н. В. Дмитровский, Н. А. Маев, Н. Г. Маллицкий, А. А. Семенов и другие. Несмотря на то, что российские власти неоднократно распускали «Наблюдательный комитет», его работа со временем возобновлялась. Окончательно общественный «Наблюдательный комитет» был упразднен в 1918 году.
«Наблюдательный комитет» предпринял попытку создать печатный каталог Библиотеки. По инициативе Комитета ряд городов Туркестана — Джизак, Петро-Александровск, Самарканд, Ташкент, Ходжент и другие оказали финансовую поддержку Библиотеке.

### «Туркестанский альбом»
Приказом по Канцелярии генерал-губернаторства от 22 мая 1871 года «с целью охарактеризовать бытовую жизнь оседлого и кочевого населения Туркестанского края» было принято решение об издании многотомного труда — фотографического «Туркестанского альбома».
Составление «Альбома» было поручено ориенталисту А. Л. Куну, которому предписывалось делать фотографические снимки «на улицах, базарах и площадях городов, аулах и кочевьях, в окрестностях оных».
В процессе работы было снято значительно больше, чем планировалось, фотографических стеклянных пластин высокого качества, что привело к увеличению объёма издания. В окончательном виде в «Туркестанский альбом» вошли не только снимки этнографического, но и археологического, а также — исторического характера.
Издание «Альбома» имеет большое научное значение, так как в нём документировано зафиксированы оригинальные материалы об историко-архитектурных сооружениях Центральной Азии, народностях бывшего Туркестанского края, их жизни и быта.
«Туркестанский альбом» состоит из Четырёх частей:
- Историческая часть
- Археологической часть
- Этнографической часть
- Промысловая часть

Фотоальбом издан в Десяти томах, которые содержат 1 200 черно-белых фотографий отличного либо весьма хорошего качества.
Наряду с многотомным «Туркестанским сборником» это редкое фотографическое собрание является гордостью Библиотеки.

### «Фонд восточных рукописей»
Первоначально Фонд рукописных материалов был невелик ввиду отсутствия необходимых финансовых средств для их приобретения. Несмотря на изобилие рукописей в открытой продаже на рынках городов, Главное управление Туркестанского края выделяло весьма незначительные средства на эти цели. По этой причине рукописный Фонд Библиотеки в конце XIX века формировался чрезвычайно медленно.
Другой причиной, тормозившей пополнение рукописного Фонда, являлось то, что, для отчётности высшему политическому и военному руководству Империи, Главное управление было больше заинтересовано в получении свежих материалов — по экономике, географии, «настроениям населения» Центральной Азии, — которые добывались, в основном, служившими на азиатских территориях офицерами Генерального штаба. В течение XVIII—XX веков в регионе происходила борьба за геополитическое, экономическое и военное доминирование между Британской империей, наступавшей с юга, и Российской империей, осваивающей новые территории, наступая с северо-запада. В английской геополитической истории это соперничество в Центральной Азии получило название «Большая Игра».
Ещё одной причиной скудного финансирования рукописного Фонда было почти полное равнодушие русской администрации к памятникам национальной узбекской культуры. Напротив, генерал-губернатору и русской администрации вменялось в обязанность с одной стороны — всячески «тормозить» процесс формирования узбекской культуры и национального самосознания, а с другой — энергично и целенаправленно насаждать так называемую «русскую культуру» в ущерб узбекской. Ввиду такого отношения к узбекскому рукописному наследию, многие раритеты либо утеряны, либо вывезены за пределы Узбекистана.
В 70-х годах XIX века Хивинский хан Мухаммед Рахим II основал первую узбекскую литографию.
В фондах Библиотеки сохраняются очень редкие печатные издания Хивинской литографии — ценные памятники национального издательского искусства, имеющие важное значение для истории узбекской культуры. Это такие редкие литографии как: «Хамса» Алишера Навои (1880), «Дивани мунис», «Дивани Раджи» и другие.
В 1883 в частной литографии С. И. Лахтина в Ташкенте на средства Исанбая Хусейнбаева была напечатано произведение известного поэта XVIII века Суфи Аллаяра «Стойкость слабых».
Согласно описи востоковеда Е. Ф. Каля, в 1889 году Ташкентская Публичная библиотека имела в своих фондах всего 87 рукописей, в том числе: 7 — на арабском языке, 11 — на тюркских языках, 69 — на персидском языке.
Позднее рукописное собрание Библиотеки получило название «Фонда восточных рукописей».
Учёный-востоковед В. В. Бартольд, внимательно следил за пополнением Фонда восточных рукописей Библиотеки. Однако денежных средств по-прежнему не хватало. В 1902 году учёный сетовал на отсутствие мер по предотвращению случаев свободной продажи частных собраний рукописей, которые скупаются в личные коллекции и безвозвратно покидают Узбекистан, а часто — даже пополняют коллекцию Восточных рукописей Британского музея в Лондоне.

## Ташкентская Публичная библиотека в начале XX века
В 1912 А. А. Семенов составил рукописный «Каталог литографий», принадлежащих Туркестанской публичной библиотеке.
«Каталог рукописей Туркестанской публичной библиотеки» 1917 года, составленный А. А. Семеновым, насчитывал 250 единиц хранения.

### Государственная Ташкентская Публичная библиотека
В 1920 Библиотека получила статус «государственной».
С 1920 «обязательные экземпляры» всех изданий, которые печатались на территории Туркестанского края в обязательном порядке поступают в библиотеку, что делает её крупнейшим книгохранилищем и культурным центром Туркестана.
Для повышения квалификации сотрудников были организованы библиотечные курсы, определён порядок создания библиотечных фондов и каталогов.
Филиалы «Большой библиотеки» открылись в различных местах столицы Узбекистана Ташкенте.
Особой заботой стала повсеместная борьба с неграмотностью, для чего филиалы были открыты в Старом городе, где книжные собрания стали доступны всем желающим.
Финансовая целевая помощь государства позволила постоянно пополнять книжный фонд Библиотеки. К 1925 библиотечный фонд имел уже 140 тысяч единиц хранения.
С образованием советских республик Центральной Азии в границах СССР возникла проблема национальной принадлежности библиотечного фонда.
Было принято решение сохранить единый фонд с пребыванием в Ташкенте. Библиотека передавалась в ведение Народного комиссариата просвещения Узбекистана и становилась Центральным библиотечным коллектором для оказания помощи в организации библиотечного дела в соседних центральноазиатских советских республиках.
В первой половине XX века книгоиздательство в Узбекистане испытывало следующие проблемы:
- малое число типографий
- низкое качество наборного и типографского оборудования
- низкое качество бумаги и красок
- недостаток специальных клеевых составов и материалов для обложек книг
- узкий тематический ассортимент книг, не удовлетворяющий читательский спрос

В июле 1925 при «Восточном отделе» Государственной публичной библиотеки Узбекистана начал функционировать «Институт практикантов», где библиотечные работники повышали свою квалификацию на специальных Курсах:
- Курсы изучения узбекского языка на основе кириллического написания букв (начали работу в декабре 1929)
- Курсы подготовки каталогизаторов научных библиотек (начали работу в августе 1930)
- Трехмесячные курсы по каталогизации, систематизации и предметизации (работают с января 1932)

В октябре 1934 начали работу также «Курсы для работников научных библиотек» при государственном республиканском Комитете наук.
В 1933 Решением Правительства Узбекистана Государственная публичная библиотека в Ташкенте приобрела статус «Центрального хранилища восточных рукописей республики».
Для изучения, систематизации и организации хранения Рукописного фонда привлекались известные востоковеды — профессора А. А. Молчанов, А. Э. Шмидт, А. А. Семенов и другие.
Так коллективом специалистов были созданы: «Каталог восточных рукописей», «Описание рукописей произведений А. Навои, хранящихся в Государственной Публичной библиотеке Узбекской ССР», «Описание рукописей Авиценны в собрании Государственной Публичной библиотеки Узбекской ССР».
В десятилетие 1920—1930-х годов в Библиотеке интенсивно велась библиографическая работа. Результатом стало издание крупных библиографических трудов на основе обработки фондов Библиотеки.
Е. К. Бетгером, учёный, библиотековед и библиограф составил:
- «Каталог старинных русских изданий XVII—XVIII веков, хранящихся в Государственной библиотеке» [Узбекистана в Ташкенте]
- «Указатель статей и заметок по географии, метеорологии, сейсмографии и гидрологии Туркестана, помещенных в газете „Туркестанские ведомости“ за последние 23 года её существования (1895—1917 [годы])».
- «Указатель к 416—591 томам „Туркестанского сборника“» — совместно с О. В. Масловой.

Библиограф О. В. Маслова создала:
- «Указатель к журналу „Народное хозяйство Средней Азии за время его существования. 1924—1930 годы“».

В Государственной Публичной библиотеке Узбекской ССР в 30-е годы работает Кабинет библиотековедения и библиографии, где даются публичные лекции, обзоры, консультации. Занятия и лекции в Кабинете при Библиотеке проводят Е. К. Бетгер, Е. А. Войцеховская, М. Н. Латыпова, О. В. Маслова и другие.
К 1940 в Узбекистане работает более 2,5 тысяч общедоступных бесплатных библиотек.

### Государственная Публичная библиотека в годы Второй мировой войны
В годы Второй мировой войны в Ташкент были эвакуированы многие промышленные предприятия и учреждения, а также тысячи людей из Европейской части СССР. Среди них — учёные, писатели, поэты и другие деятели науки, культуры и искусства. Население Ташкента значительно увеличилось. В городе были организованы новые больницы, госпитали, общежития, казармы для размещения военнослужащих.
В условиях военного времени резко возросла рабочая нагрузка сотрудников библиотеки. Штат Государственной Публичной библиотеки Узбекской ССР увеличился вдвое. Библиотека и её филиалы работали очень интенсивно, так как спрос на книги значительно вырос.
Библиотека также обслуживала больных и раненых: в госпиталях и больницах проходили книжные выставки, работали «библиотеки-передвижки», часто устраивались публичные чтения вслух для аудиторий пациентов и медицинского персонала.
Впервые библиотекой были организованы Научные сессии Учёного совета, с привлечением сотрудников библиотек Ташкента и читателей.

### Библиотека во второй половине XX века
С окончанием Второй мировой войны международные библиотечные связи расширяются.
Основной заботой послевоенного времени становится пополнение книжных фондов. Благодаря восстановлению прежних связей с библиотеками внутри СССР, а также — международного книгообмена, начали поступать книги из Болгарии, Венгрии, ГДР, Польши, Румынии, Чехословакии. Развиваются дружеские связи с библиотеками Великобритании, США, Франции, ФРГ, Японии и других стран.
В 1948 году Государственная Публичная библиотека Узбекской ССР получает новое специализированное здание с читальным залом на 350 мест. Одновременно, Решением Правительства Узбекистана, крупнейшей библиотеке Республики присвоено имя узбекского поэта Алишера Навои. С 1948 года библиотека носит название «Государственная Публичная библиотека Узбекской ССР имени Алишера Навои».
В новом здании сотрудник библиотеки Е. К. Бетгер выделил «Отдел редких и старинных изданий», который первоначально имел в своем фонде 2 тысячи книг, в том числе — 250 экземпляров с автографами и 151 издание — с экслибрисами.
С увеличением общего библиотечного фонда и расширением тематики изданий, поступающих на хранение в 70-е годы XX века созданы новые Отделы: Научно-исследовательский, Научной информации по культуре и искусству, Депозитарного хранения, Контрольно-диспетчерской службы, Юношеский.
При участии сотрудников Библиотеки выстраивается система организационно-методического руководства библиотечным делом в республике, углубляется научно-исследовательская работа, совершенствуется практика и теория библиотековедения и библиографии.
В 1970 году «Государственная Публичная библиотека Узбекской ССР имени Алишера Навои» торжественно отпраздновала своё столетие.

### Современный период
С распадом СССР особое внимание стало уделяться пополнению фонда библиотеки литературой на узбекском языке.
К 2010 году Фонд обладал 600 тысячами экземпляров рукописей и печатных изданий на узбекском языке — наиболее крупное собрание в мире.
Фонд непрерывно пополняется трудами современных учёных, писателей и поэтов республики. Возросло количество современных научных изданий на узбекском языке.
В первом десятилетии XXI века на хранении в Фонде Библиотеки — свыше 16 тысяч экземпляров.
В Фонде Отдела редких книг собраны первые газеты, печатавшиеся в Туркестане на узбекском языке:
- «Туркестан вилоятининг газети» (1870—1917)
- «Тиджор» (1907)
- «Туран» (1919)
- «Садои Туркестон» (1914)
- «Иштракиун» (1917) и другие.

На русском языке, где можно найти разнообразные сведения об Узбекистане конца XIX — начала XX веков:
- «Туркестанские ведомости» (1870—1917)
- «Самарканд» (1904—1907)

Наиболее старое печатное издание в фондах Библиотеки — книга французского автора Б. Эрбело «Восточная Библиотека» изданная на французском языке в 1697 году в Париже — своеобразная европейская энциклопедия всех знаний того времени о Востоке.
К началу XXI столетия на узбекском и русском языках были изданы ретроспективные научно-вспомогательные указатели:
- «История Узбекистана»
- «Хамза Хакимзаде Ниязи»
- «Хамид Алимджан»
- «История Ташкента» и другие.

### Национальная библиотека Узбекистана имени Алишера Навои
20 февраля 2002 года вышел Указ Президента Республики Узбекистан Ислама Каримова «О совершенствовании организации научно-исследовательской деятельности». В пункте 8 Указа было принято предложение научных учреждений и ведомств республики о слиянии Фондов «Государственной библиотеки Республики Узбекистан имени Алишера Навои» и «Республиканской научно-технической библиотеки».
Взамен двух наиболее крупных в Республике библиотек создается «Национальная библиотека Узбекистана имени Алишера Навои» с подчинением её Кабинету Министров Республики Узбекистан.
12 апреля 2002 года Кабинет Министров Республики Узбекистан принял Постановление № 123 «О создании Национальной библиотеки Узбекистана имени Алишера Навои». Библиотеке придан статус главного государственного книгохранилища национальной и зарубежной печати, многофункционального библиотечно-информационного и научно-исследовательского учреждения, методического центра для всех библиотек Республики Узбекистан.
Новое здание Национальной библиотеки Узбекистана имени Алишера Навои стало частью единого монументального архитектурного комплекса «Маърифат маркази» в столице Узбекистана городе Ташкенте, где размещены здания Национальной библиотеки и Дворец симпозиумов.

## Книга-альбом
В 2020 году рабочая группа Всемирного общества по изучению, сохранению и популяризации культурного наследия Узбекистана при участии председателя попечительского совета Бахтиера Фазылова, председателя научного совета Эдварда Ртвеладзе, а также председателя правления Всемирного общества и руководителя проекта «Культурное наследие Узбекистана» Фирдавса Абдухаликова предложили подготовить и опубликовать книгу-альбом из серии «Культурное наследие Узбекистана в собраниях мира», посвященную коллекции Национальной библиотеки. Идею о создании альбома поддержала директор библиотеки Умида Тешабаева, а также руководитель Службы рукописей, уникальных и особо ценных изданий Наргиза Заитова и руководитель издательско-полиграфической службы библиотеки Фаррух Мусаев, которые наряду с Фирдавсом Абдухаликовым стали авторами издания. Научным руководителем книги-альбома стал Эдвард Ртвеладзе.
Помимо статей об истории библиотеки и формировании коллекции в книгу-альбом были включены материалы из Фонда рукописей, уникальных и особо ценных изданий библиотеки, в том числе собрание печатных изданий, произведений литературы и искусства, рукописных и графических документов, альбомов, периодических изданий, имеющих научную, художественную и культурную ценность. Среди них «Туркестанский сборник» российского этнографа XIX века Владимира Межова, а также «Туркестанский альбом», содержащий фотографии посвященные истории, этнографии, географии, экономике и культуре Центральной Азии времен Российской империи. Также в книге-альбоме представлен труд «Законы власти и религиозное правление» ученого-энциклопедиста, исламоведа X—XI веков, Абулхасана Маварди, списки произведений Мустамли Бухари, отдельная глава в альбоме посвящена реформатору центральноазиатского ислама, суфию ордена Накшбандия Мухаммаду ПарсаТакже в альбоме представлены редкие издания произведений Уильяма Шекспира, Монтескье, Вольтера, Дени Дидро, Оноре де Бальзака, Виктора Гюго, Эмиля Золя, уникальный экземпляр Корана на немецком языке, переведенный в 1901 г. немецким востоковедом Максом Беннингом. Помимо прочего в книге-альбоме присутствует раздел, посвященный прессе и периодическим изданием Туркестана с 1870 до 1917 годов на различных языках, в том числе первой газете на узбекском языке «Туркистон вилоятининг газети».
Книга-альбом была презентована в сентябре 2021 года на V Международном конгрессе «Культурное наследие Узбекистана — фундамент нового Ренессанса»